# 柏谷崇志
柏谷 高志（かしわだに たかし）は兵庫県尼崎市出身のカメラマンである。立命館大学中退。ビジュアルアーツ専門学校大阪卒業後に上京。スタジオマンを経てM.S.PARKに師事。現在はフリーカメラマン。
崇志ではなく、高志。
現在は、かしわだにたかし

## 経歴
- 2001年12月 第6回How are you, PHOTOGRAPHY?展（京都府）
- 2005年7月 個展「ひがしのとき」WHITE CUBE GALLERY（大阪府）
- 2005年7月 POST CARD BOOK「ひがしのとき」
- 2006年3月 個展「To-Kyo」NO.12 GALLERY（東京都）
- 2006年5月 個展「To-Kyo」add Cafe（東京都）